# 土井ブーム
土井ブーム（どいブーム）とは、1990年（平成2年）前後の日本で発生した、日本社会党委員長・土井たか子を中心とするコートテール現象による日本社会党優位の選挙戦のこと。「マドンナ旋風」「マドンナブーム」「おたかさんブーム」とも呼ばれる。

## 概要
ミニ政党を除いた憲政史上初の女性党首の誕生をきっかけに、土井委員長が中心となって女性文化人の会合が開かれたり、それと共に土井自身の人気向上につながった。
1989年（平成元年）の1989年東京都議会議員選挙、続く第15回参議院議員通常選挙において自民批判票を得て大勝。参議院では与党を過半数割れに追い込み、続く1990年（平成2年）の第39回衆議院議員総選挙でも社会党は大幅に議席を伸ばした。しかし、政権獲得には至らず、野党のなかで社会党だけが突出して議席を増やしたことに共闘路線を組む他野党の反発を招く。さらに、平和主義など社会党の従来からの政策が、時代の変化とともにそぐわなくなっていたにもかかわらずそれに固執し続けたこと、例えば湾岸戦争後に起こった国際貢献のあり方に関する論議で、社会党は自衛隊の海外派遣にただ反対するだけで、一方で具体的な対案を提示できなかったことは有権者の失望を招いた（後に社会党が首班となって成立した村山政権において、それまでの半ば現実を無視した主張を180度転換をした政策をとらざるを得なくなり、ひいては社会党の崩壊を招いた）。1991年（平成3年）の第12回統一地方選挙での社会党の大敗で土井は委員長を引責辞任することとなった。
1992年（平成4年）の第16回参議院議員通常選挙では現有議席の確保にとどまり、土井時代の社会党の勢いは完全に止まる。翌年の1993年（平成5年）の第40回衆議院議員総選挙では議席をほぼ半減させる大敗を喫し、土井ブームで得た議席をすっかり失った社会党は、その後分裂、小政党化への道筋をたどることとなる。

## 選挙の例

### 1989年参議院選挙
1989年（平成元年）の第15回参議院議員通常選挙に与党の自由民主党に対して「消費税・リクルート・宇野首相の女性問題・オレンジ自由化」の4点セットで日本社会党が追い風を受ける中、日本初の女性党首という清新さと女性候補（「マドンナ」と呼ばれた）を大量に擁立するなど女性層を意識した選挙戦術で、自民党を非改選を含めても参議院過半数割れに追い込み、改選議席で46議席を獲得し、36議席の自民党を上回った。結果、宇野は首相を辞任した。
この際に土井は「山が動いた」と発言した。

### 1990年衆議院選挙
1990年（平成2年）の第39回衆議院議員総選挙では、参院選の大勝を受けて、社会党は立候補者数の目標を、150人から180人に上方修正した。社会、公明、民社、社民連4党で300人を擁立し、定数512の安定多数となる候補者を用意する計画だった。しかし、社会党は長年の消極策の結果、単独過半数はおろか1/3の候補を擁立するにも難航した。その上、中選挙区制で競合することになる、他の野党や自党の現職（2人目を計画した選挙区）からの反対も大きかった。その結果、社会党公認候補は149人、他3党は108人に留まった。土井は「もう1つの山を動かさなければなりません。」と訴えて、社会党は136議席と51議席増やした。しかし与党自民党は275議席と安定多数を確保し、政権交代は頓挫した。

## 書籍
- 「現代用語の基礎知識」（自由国民社）